# イブラヒム・ハムジ
イブラヒム・ビン・オマル・イブラヒム・ハムジ（アラビア語: إبراهيم بن عمر إبراهيم حمزي、英語: Ibrahim bin Omar Ibrahim Hamzi ？ - 2015年9月）は、サウジアラビア陸軍の軍人。イエメンと国境を接する南部ジーザーン州で、第8機甲旅団の副旅団長として同国の内戦に対する軍事介入に参加している際負傷。病院へと搬送中に死亡した。